# Chiesa di Santa Marina (Venezia)

Il campo Santa Marina oggi

La chiesa di Santa Marina è stato un edificio sacro di Venezia, ubicato nel sestiere di Castello, chiusa al culto e convertita in esercizio pubblico nel 1820.

## Storia
Presumibilmente edificata su richiesta dell'antica famiglia Balbi nel 1030 e presto consacrata, la chiesa di Santa Marina prese questo nome nel 1231, causa la traslazione in essa delle reliquie della santa, precedentemente consacrata ai santi Liberale e Alessio.
Luogo di culto e rituali legati alla santa, la chiesa fu vittima nel 1807 dei decreti napoleonici e, nel 1818, sconsacrata e convertita in osteria; nel 1820, fu abbattuta e le preziose reliquie trasferite nella chiesa di Santa Maria Formosa. A testimonianza della sua antica presenza, resta il toponimo di campo Santa Marina.

## Descrizione
La struttura, con facciata a salienti e campanile cuspidato alla sua destra, conteneva ben sette altari adorni di opere pittoriche di valore.
Vi erano inoltre le tombe di personaggi illustri, come i dogi quattrocenteschi Michele Steno e Nicolò Marcello che vennero smontate e trasferite nella basilica di San Zanipolo.